# Mèo Sphinx

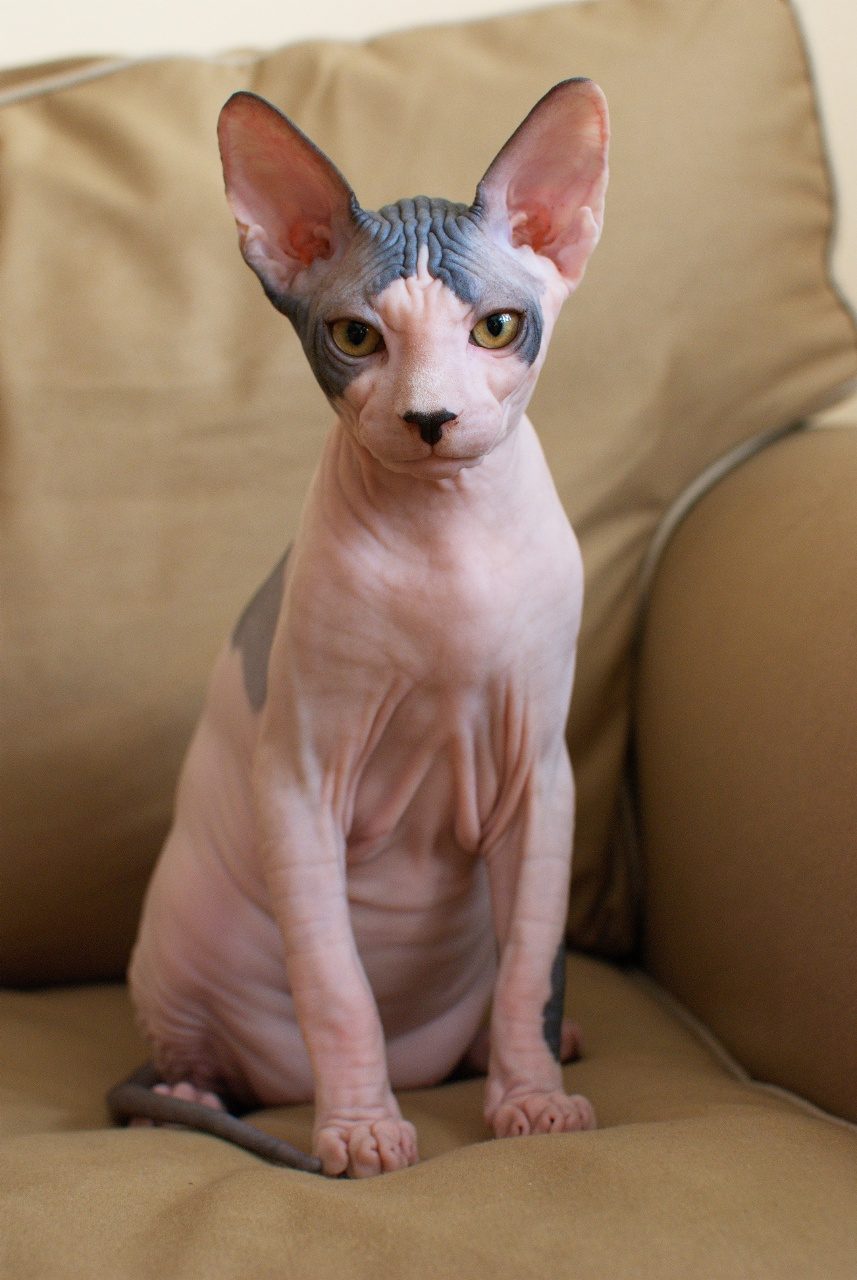
Một con mèo Sphinx

Mèo Sphinx hay còn gọi là mèo không lông Sphinx hay còn được biết đến là mèo Canada hoặc mèo Mexico không lông (được đặt tên theo hình ảnh nhân sư Ai Cập nên còn được gọi là mèo Ai Cập hay mèo Nhân sư) là một giống mèo được phát triển vào thập niên 1960 với đặc điểm là thân thể trần trụi, không có sợi lông nào. Giống mèo này được coi là một trong những giống mèo xấu nhất thế giới nhưng lại có giá rất đắt.

## Tổng quan
Mèo Sphinx là một giống mèo đột biến tự nhiên, không qua cấy ghép lai tạo. Vào năm 1966 khi một con mèo bình thường ở Toronto, Canada bỗng nhiên sinh ra một chú mèo con không bình thường như bao con mèo khác với da trắng bệch và trần trụi không sợi lông, chú mèo con không lông có tên Prune được chào đời. Con mèo này sau đó còn giao phối với chính mẹ của nó và sinh ra thêm nhiều chú mèo không lông khác. Và đây được coi là cá thể giống nền của giống mèo không lông ngày nay. Từ khi được công nhận là một giống mèo chính thức vào năm 2005, Sphynx đã đoạt danh hiệu giống mèo “Khác biệt nhất thế giới”.

## Đặc điểm
Đặc trưng cơ bản của mèo Sphinx chính là toàn bộ cơ thể nhẵn nhụi, trần trụi không có lông và màu da trắng bợt, khác biệt hoàn toàn những giống mèo khác. Ngoài không lông, giống mèo này toàn thân là những nếp da nhăn nheo, tai lớn như tai lừa, mắt to như mắt nai, vẻ mặt rất ưu tư, nghiêm nghị, nhưng mèo Sphynx được cho là rất thân thiện, hiếu động và thông minh. Lúc mới sinh, da mèo Sphynx chưa giãn. Khi lớn, các nếp nhăn giãn dần ra khiến Sphynx trông già nua. làn da mỏng manh, không có sự bảo vệ khiến cho những con mèo không lông rất dễ bị tổn thương. Vì không chịu được trời lạnh nên chúng thường xuyên phải được mặc áo để giữ ấm cơ thể.

## Tính nết
Chúng thân thiện, thông minh, và rất thích học hỏi. Khi chạm tay vào da chú mèo này sẽ cảm nhận được hơi ấm từ cơ thể của nó. Khi khách đến chơi nhà, mèo Sphinx cũng tỏ vẻ hiếu khách chứ không rụt rè như một số giống mèo khác. Và nếu nuôi những con thú cưng khác chung với mèo Sphynx thì sẽ chẳng có vấn đề gì vì giống mèo này thích kết bạn với tất cả các loài vật, giống mèo này cũng rất thích chui vào lòng chủ để ngủ vào ban đêm.
Vào ban ngày, chúng thích tìm đến những nơi ấm áp như nằm gần màn hình máy tính, tivi, chui rúc dưới tấm khăn, hoặc nằm bên cửa sổ đầy nắng. Mèo Sphynx cũng đủ thông minh để tự đi lấy đồ chơi và chơi đùa vui vẻ khi chủ của nó bận rộn. Rất ít trường hợp mèo Sphynx bỏ nhà đi hoang. Nó rất trung thành và lúc nào cũng muốn ở bên chủ của mình. Vì không có lông nên giống mèo Sphynx không hợp với khí hậu lạnh. Trong ngày trời lạnh thì nên để thêm chăn màn cho giống mèo này chui vào để giữ ấm cơ thể. Nói chung, giống mèo này là một con vật sống tình cảm với chủ.

## Trong văn hóa đại chúng
Trong bộ phim năm 2010 có tựa đề Cuốn sách của Eli có cảnh mở màn chiếu về một con mèo Sphinx đang mò tìm ăn xác thối của người chết và bị nhân vật chính phục kích, dùng tên bắn chết.